# Chasseurs de reptiles
 (août 2015).
Si vous disposez d'ouvrages ou d'articles de référence ou si vous connaissez des sites web de qualité traitant du thème abordé ici, merci de compléter l'article en donnant les références utiles à sa vérifiabilité et en les liant à la section « Notes et références ».
Chasseurs de reptiles (Rattlesnake Republic) est une émission de téléréalité américaine sur des chasseurs de Crotale, créée le 22 juin 2011 pour le pilote, mais diffusée depuis 29 février 2012 sur la chaîne Animal Planet.
En France depuis 2015 sur RMC Découverte.

## Concept
Dans le Texas, quatre équipes de courageux chasseurs de serpents à sonnette tentent de gagner leur vie en capturant ces dangereux serpents, ce qui pourrait leur rapporter gros.

## Émissions
| Saison | Saison | Épisodes | Début        | Fin          |
| ------ | ------ | -------- | ------------ | ------------ |
|        | 01     | 7        | 22 juin 2011 | 18 mars 2012 |
|        | 02     | 7        | -            | -            |
|        | 03     | 8        | -            | -            |

## Épisodes

### Saison 01 (2012)[2]
Sauf indication contraire, les informations mentionnées dans cette section peuvent être confirmées par la base de données cinématographiques IMDb,  présente dans la section « Liens externes ».
1. Titre français inconnu (Pilot)
2. Titre français inconnu (Hell 'n' Back)
3. Titre français inconnu (Deadly Surprise)
4. Titre français inconnu (Mutiny)
5. Titre français inconnu (The Albino)
6. Titre français inconnu (The Ultimate Snake Show)
7. Titre français inconnu (The Final Rattle)

### Saison 02 (2013)[3]
Sauf indication contraire, les informations mentionnées dans cette section peuvent être confirmées par la base de données cinématographiques IMDb,  présente dans la section « Liens externes ».
1. Titre français inconnu (Diamondbacks Are Forever)
2. Titre français inconnu (A Snake in the Hand)
3. Titre français inconnu (Time to Pay the Viper)
4. Titre français inconnu (The Third Wheels)
5. Titre français inconnu (Diamondback Gold Rush)
6. Titre français inconnu (Venom Is Thicker Than Blood)

### Saison 03 (2014)[4]
Sauf indication contraire, les informations mentionnées dans cette section peuvent être confirmées par la base de données cinématographiques IMDb,  présente dans la section « Liens externes ».
1. Titre français inconnu (Rattle Royale)
2. Titre français inconnu (Snakes on a Stage)
3. Titre français inconnu (Snakes on a Stage)
4. Titre français inconnu (Showdown)
5. Titre français inconnu (The Fly)
6. Titre français inconnu (Hot Crossed Snakes)
7. Titre français inconnu (Ghost Snake)
8. Titre français inconnu (Best of Fang-Tastic Special)

## Équipe de chasseurs

### Équipe de Jackie Bibby[5]
- Jackie Bibby
- Dougie Dugger
- Mike Herzog

### Équipe de Riley Sawyers
- Riley Sawyers
- Brandon Watson
- Daltin Flitz

### Équipe Robert et Shawn[6]
- Robert Ackerman
- Shawn Jonas

### Équipe Eric et Rick Timaeus
- Eric Timaeus: « Le père »
- Rick Timaeus « Le fils »

## Acheteur de serpent
- Leroy Higginbottom « Snake dealer »
- Vickie